# Hvítanes
Hvítanes este un oraș din Insulele Faroe.